# クルツォラ戦争
クルツォラ戦争は、13世紀末にヴェネツィア共和国とジェノヴァ共和国・ビザンツ帝国の間に起った戦争。13世紀から14世紀にかけてのヴェネツィア・ジェノヴァ戦争の中に位置づけて第二次ヴェネツィア・ジェノヴァ戦争とも呼ばれる。1291年にパレスチナにおける最後のキリスト教徒の拠点アッコンがマムルーク朝により陥落し、両国ともに地中海貿易の見直しを迫られ交易路の争奪が激化したことが大きな原因となった。両国はともに、東地中海と黒海の商業圏の独占を狙っていた。1270年に結ばれた15年の休戦期間が終わると、ジェノヴァはエーゲ海からヴェネツィア商人を追い出した。1296年、ジェノヴァ人によってコンスタンティノープルのヴェネツィア人居留地が焼き払われる事件が起きたため、ヴェネツィアは正式にジェノヴァへ宣戦布告した。ヴェネツィアとビザンツ帝国の関係は第四次十字軍以降急激に悪化したため、ビザンツ帝国はジェノヴァの側についた。ヴェネツィアは黒海やエーゲ海のジェノヴァ植民地を破壊して回ったが、1298年のヴェネツィア・ジェノヴァ戦争最大級の海戦であるクルツォラの海戦でジェノヴァが完勝し、翌1299年に休戦が結ばれた。

## 背景
1291年のアッコン陥落は、何度も十字軍を編成してきた西洋キリスト教諸国の戦意と戦力、そして中東への関心の低下の象徴であった。しかしアッコンに大勢の居留民を置き、東方貿易の拠点としていたヴェネツィアにとっては、この事件は死活的な意味を持っていた。 イスラーム諸国が伝統的な東西の交易路を封じたこともあり、中世ヨーロッパの香辛料貿易は終焉を迎えた。一方、黒海のクリミア半島やアゾフに植民地をおいて草原の道に通じていたジェノヴァは、黒海から莫大な利益を上げるようになった。当時のジェノヴァ海軍はボスポラス海峡を封鎖して黒海へのヴェネツィア船の侵入を完全に防げるほどに強力で、それゆえに第四次十字軍で一時ヴェネツィアに滅ぼされたことのあるビザンツ帝国はジェノヴァと友好・同盟関係を結んでいた。 こうした状況からジェノヴァは強気になり、エーゲ海のヴェネツィア商人やヴェネツィア領クレタを頻繁に襲うようになった。そして1296年、コンスタンティノープルのヴェネツィア人居留地をジェノヴァ人住民が襲撃、略奪や虐殺を行ったうえ、ビザンツ皇帝アンドロニコス2世パレオロゴスによって生き残ったヴェネツィア大使マルコ・ベンボらが拘束されるという事件が起きる。ヴェネツィアは報復のため、同年のうちにジェノヴァとビザンツ帝国に対し宣戦布告した。

## 経過
ヴェネツィアは直ちに40隻のガレー艦隊を編成し、ルッジェーロ・モロシーニに率いられてコンスタンティノープルへ向かった。たちまち金角湾が占領されジェノヴァ船やビザンツ船が捕獲され始めたので、アンドロニコス2世は第四次十字軍の時のようにコンスタンティノープルを失うことを恐れ、すぐにヴェネツィア人捕虜と没収財産を返還して和平を結んだ。またジョヴァンニ・ソランツォ率いる新たなヴェネツィア艦隊が編成され 、ジェノヴァのボスポラス海峡封鎖を突破し、黒海に進出してジェノヴァの一大拠点カッファを占領した。一方ジェノヴァは、まだエーゲ海で保持していた優位を足掛かりにアドリア海沿岸のヴェネツィア領を略奪し、ヴェネツィア艦隊の補給を断った。そして1298年、95隻のヴェネツィア艦隊と約70隻のジェノヴァ艦隊がダルマティアのクルツォラ島（現コルチュラ島）沿岸で激突した。このクルツォラの海戦でヴェネツィアは65隻のガレー船と9000人の兵を失い、さらに5000人が捕虜となった。その中にいた旅行家マルコ・ポーロは、ジェノヴァの牢獄で東方見聞録を著すことになる。翌1299年、ヴェネツィアとジェノヴァは和平を結んだが、その内容は不徹底で不安定な関係は残った。